# Almere Jets
De Almere Jets zijn een voormalig Americanfootballteam uit Almere dat tijdens zijn bestaan was aangesloten bij de American Football Bond Nederland. Hierbij speelde de club in de Tweede Divisie. Na verloop van tijd hield de club op te bestaan door gebrek aan spelers.